# Aleksandr Pczelakow
Aleksandr Pawłowicz Pczelakow (ros. Александр Павлович Пчеляков, ur. 11 sierpnia 1908 w Krasnej Słobodzie w guberni kazańskiej, zm. w maju 1978 w Moskwie) – radziecki polityk, I sekretarz Komitetu Obwodowego KPZR w Kirowie (1952-1961).
1930 sekretarz grupy handlowej Zarządzania Sprawami Rady Komisarzy Ludowych ZSRR, 1932 ukończył kursy Moskiewskiego Instytutu Inżynieryjno-Ekonomicznego, po czym został zastępcą dyrektora Moskiewskiego Zaocznego Instytutu Techników Normalizatorów. 1933-1934 zastępca szefa wydziału zaopatrzenia robotniczego w fabryce, 1934 starszy inspektor Głównego Zarządu Zaopatrzenia Robotniczego i Biura Skarg Ludowego Komisariatu Przemysłu Ciężkiego ZSRR, 1935-1938 zastępca szefa Grupy Kontrolno-Inspektorskiej przy Ludowym Komisariacie Przemysłu Ciężkiego ZSRR. Od 1939 aktywista WKP(b). 1941-1946 kierownik wydziału czarnej metalurgii i zastępca sekretarza Komitetu Obwodowego WKP(b) w Swierdłowsku, 1946-1949 I sekretarz Komitetu Miejskiego WKP(b) w Niżnym Tagile, 1949-1951 II sekretarz Komitetu Obwodowego WKP(b) w Stalingradzie, 1951-1952 inspektor KC WKP(b). Od 15 marca 1952 do 14 lutego 1961 I sekretarz Komitetu Obwodowego WKP(b)/KPZR w Kirowie, od 14 października 1952 do 17 października 1961 zastępca członka KC KPZR, 1961-1962 zastępca przewodniczącego Sownarchozu Riazańskiego Ekonomicznego Rejonu Administracyjnego. 1962-1965 szef Zarządu Przemysłu Spożywczego, później Wydziału Ministerstwa Czarnej Metalurgii ZSRR, następnie Departamentu II Ministerstwa Czarnej Metalurgii ZSRR. Deputowany do Rady Najwyższej ZSRR 4 i 5 kadencji.

## Odznaczenia
- Order Lenina
- Order Czerwonego Sztandaru Pracy (dwukrotnie)
- Order Czerwonej Gwiazdy